# Llengua massa
El massa o massana és una llengua txadiana pertanyent a la subdivisió de les llengües masses parlada per uns 110.000 individus a la prefectura Maio-Kebbi (al sud-est del Txad) i al voltant de 100.000 al sud-est de la divisió Maio-Danai (nord de Camerun). El diasistema massa comprèn un nombre de dialectes amb un alt grau d'intercomprensió: yagwa, bongor, wina (o viri), walia, domo, guizai, bugudum (o budugum), gumai i ham.